# Réseau de coteaux calcaires du Ponthieu oriental
Réseau de coteaux calcaires du Ponthieu oriental este o arie protejată (sit de importanță comunitară — SCI) din Franța întinsă pe o suprafață de 93 ha, integral pe uscat.

## Localizare
Centrul sitului Réseau de coteaux calcaires du Ponthieu oriental este situat la coordonatele 50°06′15″N 2°09′34″E / 50.10417°N 2.15944°E.

## Înființare
Situl Réseau de coteaux calcaires du Ponthieu oriental a fost declarat arie specială de conservare în baza directivei 92/43 din 1992 referitoare la conservarea habitatelor naturale și a faunei și florei sălbatice pentru a proteja 1 specie de animale.

## Biodiversitate
Situată în ecoregiunea atlantică, aria protejată conține 6 habitate naturale: Formațiuni de Juniperus communis pe lande sau pajiști calcaroase, Păduri de fag Asperulo-Fagetum, Păduri pe pante, grohotișuri și ravene de Tilio-Acerion, Păduri de fag acidofile atlantice, cu subarboret de Ilex și, uneori, de asemenea, Taxus, la nivelul arbuștilor (Quercion robori-petraeae sau Ilici-Fagenion), Pajiști uscate seminaturale și facies de acoperire cu tufișuri pe substraturi calcaroase (Festuco-Brometalia) (* situri importante pentru orhidee), Păduri aluvionare cu Alnus glutinosa și Fraxinus excelsior (Alno-Padion, Alnion incanae, Salicion albae).
La baza desemnării sitului se află o specie protejată de  nevertebrate: Euplagia quadripunctaria.
Pe lângă speciile protejate, pe teritoriul sitului au mai fost identificate 15 specii de plante, 1 specie de mamifere, 8 specii de nevertebrate, 1 specie de reptile.